# Passagem do Chaco
Passagem do Chaco é uma pintura de Pedro Américo, de 1871. A obra é do gênero pintura histórica e está localizada no Museu Histórico Nacional. Retrata um episódio da Guerra do Paraguai, em 1867, envolvendo  Manuel Luís Osório. A pintura propõe-se a "glorificar" a atuação bélica brasileira no conflito no Paraguai, especialmente a Manobra de Piquissiri.

## Descrição
A obra foi produzida com pintura a óleo e suas medidas são: 198 centímetros de altura e 240 centímetros de largura.  Faz parte da coleção de Museu Histórico Nacional.
A representação privilegia a natureza, ficando a campanha militar brasileira, liderada por Osório, relegada a uma importância pictórica secundária. Sobre a obra, foi dito:
| “ | Na cena, os primeiros raios do vermelho da manhã caem sobre a infantaria montada. O pincel mágico de Américo teria colocado na tela os “vivos” primeiros raios do sol da manhã de forma tão sutil que o observador, na verdade, ainda não podia vê-los, mas já podia senti-los. Daí surge a pergunta: quem é que se atreveria a incomodar a tranquilidade dessa majestosa cena matinal? Apenas Osório, a “personificação da coragem” poderia fazê-lo; o herói, que havia atravessado o rio com uma tropa de doze soldados. Por um soldado tão corajoso e por um artista tão talentoso, o Brasil tinha que ser parabenizado. O quadro de Américo merecia aplauso também pelo simples fato de ter conseguido unir a representação de uma paisagem sublime com um acontecimento histórico glorioso para as futuras gerações. | ” |

A floresta representa o território brasileiro, enquanto a área pantanosa é o Paraguai. Na clareira, avista-se o campo militar paraguaio e, com isso, parece que a batalha vai iniciar-se.

## Contexto
Passagem do Chaco foi uma encomenda do governo imperial brasileiro para expor uma façanha bélica no contexto da Guerra do Paraguai. A obra foi possivelmente intitulada de início A passagem do Passo da Pátria e foi apresentada na Exposição Universal de 1876, na Filadélfia. Nessa apresentação inicial, a pintura de Pedro Américo foi aclamada como uma obra épica, com especial atenção aos detalhes e minúcias.

## Recepção
Aclamada, a obra de Pedro Américo também suscitou críticas, como a de Rozendo Moniz Barreto, segundo quem Passagem do Chaco teria privilegiado demais a natureza e não a façanha militar brasileira. Também foi criticada a falta de autenticidade na representação das condições geográficas da área representada no quadro.